# Айса
Айса́ (каз. Айса) — станційне селище у складі Шетського району Карагандинської області Казахстану. Входить до складу Успенського сільського округу.
Населення — 141 особа (2021; 166 у 2009, 142 у 1999, 195 у 1989).
Національний склад станом на 1989 рік:
- казахи — 100 %.